# Фосфоресценция
Фосфоресценция — это особый тип фотолюминесценции. 
В отличие от флуоресцентного, фосфоресцентное вещество излучает поглощённую энергию не сразу. Большее время реэмиссии связано с «запрещёнными» энергетическими переходами в квантовой механике. Поскольку такие переходы в обычных материалах наблюдаются редко, реэмиссия поглощенного излучения проходит с более низкой интенсивностью и в течение длительного времени (до нескольких часов).
Изучение фосфоресцентных веществ началось примерно со времени открытия радиоактивности (1896 год).

## Механизмы фосфоресценции
Говоря простым языком, в отличие от флуоресценции, фосфоресценция — это процесс, в котором энергия, поглощённая веществом, высвобождается в виде света относительно медленно. 

### Фосфоресценция кристаллов
Люминесценция кристаллов зависит от наличия в них примесей, энергетические уровни которых могут служить уровнями поглощения, промежуточными или излучательными уровнями. Роль этих уровней могут выполнять также энергетические зоны (валентная и проводимости). Кристаллы, обладающие способностью к люминесценции, называются кристаллофосфорами. Возбуждение светом, электрическим током или пучком частиц создаёт в них свободные электроны, дырки и экситоны. Они могут захватываться ловушками — атомами примесей — или оседать на дефектах кристаллической решётки. В этом случае рекомбинация (а значит, и свечение) электронов и дырок наступают не мгновенно, а спустя достаточно длительное время, что будет соответствовать длительности фосфоресценции. Для ускорения освобождения электронов из ловушек можно приложить дополнительную энергию, например, использовать нагрев. Примеси и дефекты кристаллической решетки выступают также и в роли гасителя люминесценции, «забирая» у электронов энергию возбуждения.

### Фосфоресценция органических молекул
Фосфоресценция органических молекул связана с запрещёнными переходами между энергетическими уровнями разной мультиплетности. Электронные переходы в молекулах удобно описывать с помощью диаграммы Яблонского. При поглощении энергии молекула переходит из основного синглетного состояния S0 в возбуждённое синглетное S1. В таком возбуждённом состоянии молекула может пребывать порядка нескольких наносекунд, а затем сразу же освобождается от лишней энергии, которая либо уходит в тепло, либо испускается в виде света — так называемая быстрая флуоресценция. 
Но у некоторых молекул запрет между переходами разной мультиплетности частично снимается за счёт наличия в них тяжелых атомов, например, атомов йода, которые позволяют молекулам эритрозина легко переходить из возбуждённого синглетного состояния S1 в возбуждённое триплетное T1. Такой переход называют интеркомбинационной конверсией. Находясь в T1-состоянии, молекулы уже не могут быстро вернуться в основное состояние S0, так как такой переход запрещён, поэтому свечение, обусловленное такими переходами, достаточно продолжительное — несколько микросекунд и дольше. Так как уровень T1 обладает меньшей энергией, чем S1, фосфоресценция (в отличие от флуоресценции) всегда смещена в длинноволновую область.
{\displaystyle S_{0}+h\nu \to S_{1}\to T_{1}\to S_{0}+h\nu ^{\prime }}
где S — синглетное состояние, T  — триплетное состояние, индексы обозначают наличие возбуждения (0 — для основного, 1 — для возбуждённого состояния).
Поскольку синглет-триплетные переходы имеют квантово-механический запрет, время жизни возбуждённого состояния при фосфоресценции составляет порядка 10−2—10−6 с, в отличие от флуоресценции, для которой время жизни возбужденного состояния составляет 10−7—10−8 с.
Возможна и ситуация, когда молекула из T1-состояния переходит обратно в S1-состояние, получив дополнительную энергию за счёт нагрева, либо прореагировав с другими молекулами. Тогда будет наблюдаться флуоресценция, но с продолжительностью свечения фосфоресценции. Такое свечение называют замедленной (длительной) флуоресценцией, и оно фосфоресценцией, несмотря на критерий длительности, не считается.

## Отличия от других видов люминесценции
Некоторые из «светящихся в темноте» материалов светятся не из-за того, что они фосфоресцентны. Например, «светящиеся палочки» светятся за счет хемилюминесцентного процесса, который иногда ошибочно принимают за фосфоресценцию. В хемилюминесценции вещество переходит в возбужденное состояние за счет химической реакции (а не за счет поглощения света как в фосфоресценции). Энергия возбужденного состояния передается затем молекуле красителя, называемого (сенсибилизатором или флюорофором), которая затем флуоресцирует, переходя в основное состояние.
Любопытно, что хорошо известное свечение белого фосфора при контакте с воздухом, давшее название самому явлению фосфоресценции, также является не фосфоресценцией, а хемилюминесценцией, сопровождающей процесс окисления фосфора.
Не следует также путать фосфоресценцию с радиолюминесценцией — свечением люминофора под воздействием радиоактивных изотопов, которые применялись (и продолжают применяться) в военной технике прежних лет для нанесения светящегося в темноте покрытия на циферблаты и стрелки часов, шкалы и стрелки приборов, а также при изготовлении сувениров и т. п. В отличие от фосфоресценции, свечение при радиолюминесценции не угасает в темноте.

## Фосфоресцентные материалы
Наиболее распространёнными фосфоресцентными материалами являются сульфид цинка и алюминат стронция. Сульфид цинка применялся ещё в 1930-х годах. Сейчас в основном используются пигменты на основе алюмината стронция (торговые марки Super-LumiNova и NoctiLumina), поскольку они светятся примерно в десять раз ярче сульфидно-цинковых и обладают длительностью послесвечения до нескольких часов (против примерно получаса у сульфида цинка).

## Применение
Главная сфера применения фосфоресцентных материалов — изделия для использования в чрезвычайных ситуациях (аварийные указатели выхода, маркировка направления движения и т. д.), продолжающие светиться после отключения электроэнергии. Фосфоресцентные материалы нередко наносят на циферблаты и стрелки часов, шкалы и стрелки приборов, что позволяет считывать их показания в темноте (но лишь до тех пор, разумеется, пока накопленная люминофором энергия не иссякнет), например компасы, авиаприборы.
Фосфоресцирующие пигменты также иногда применяют для раскраски ёлочных игрушек и нанесения на одежду изображений, светящихся в темноте, а также для изготовления различных декоративных изделий, красок, наклеек, применялись для статуэток и электрических  выключателей.
В астрономии фосфоресценция используется для регистрации космического ИК излучения, так как инфракрасное излучение резко сокращает время послесвечения фосфоресцирующих люминофоров.